# Sydover
Sydover' (Nederlands: Ga naar het zuiden) is een verzameling gebundelde liederen van Agathe Backer-Grøndahl. Zijn schreef de liederen voor mezzosopraan of bariton; de teksten waren van Hans Reynolds. De bundel is opgedragen aan zangeres Unni Lund. Brødrene Hals (nrs. 1040-1045) publiceerde het in 1901 met toevoeging van de Duitse vertaling door Wilhelm Henzen.
De zes liederen zijn:
1. Tilsjøs (Op zee) in allegretto con molto anima in Bes majeur in 6/8-maat
2. Atlanterhav (Atlantische Oceaan) in allegro in Es majeur in 6/8-maatsoort
3. I passaten (In de passaatwind)  in tranquillo in 2/4-maatsoort
4. Mellem Øerne (Tussen eilanden) in andantino in 6/8-maatsoort
5. Sydens kvæld (Zuidelijke nacht) in allegro in E majeur in 4/4-maatsoort
6. Paa golfen (In een golf/baai) in poco andantino in 4/4-maatsoort.